# Monumento nacional de Scotts Bluff
El Monumento Nacional Scotts Bluff es un monumento nacional de Estados Unidos, localizado al oeste del estado de Nebraska en la zona del Río Platte Norte. El paisaje se formó por la erosión del viento y del agua de las rocas areniscas que allí se encuentran. Su superficie es de 12,16 km² y en el año 2011 el número de visitantes alcanzó las 128 111 personas.

## Historia

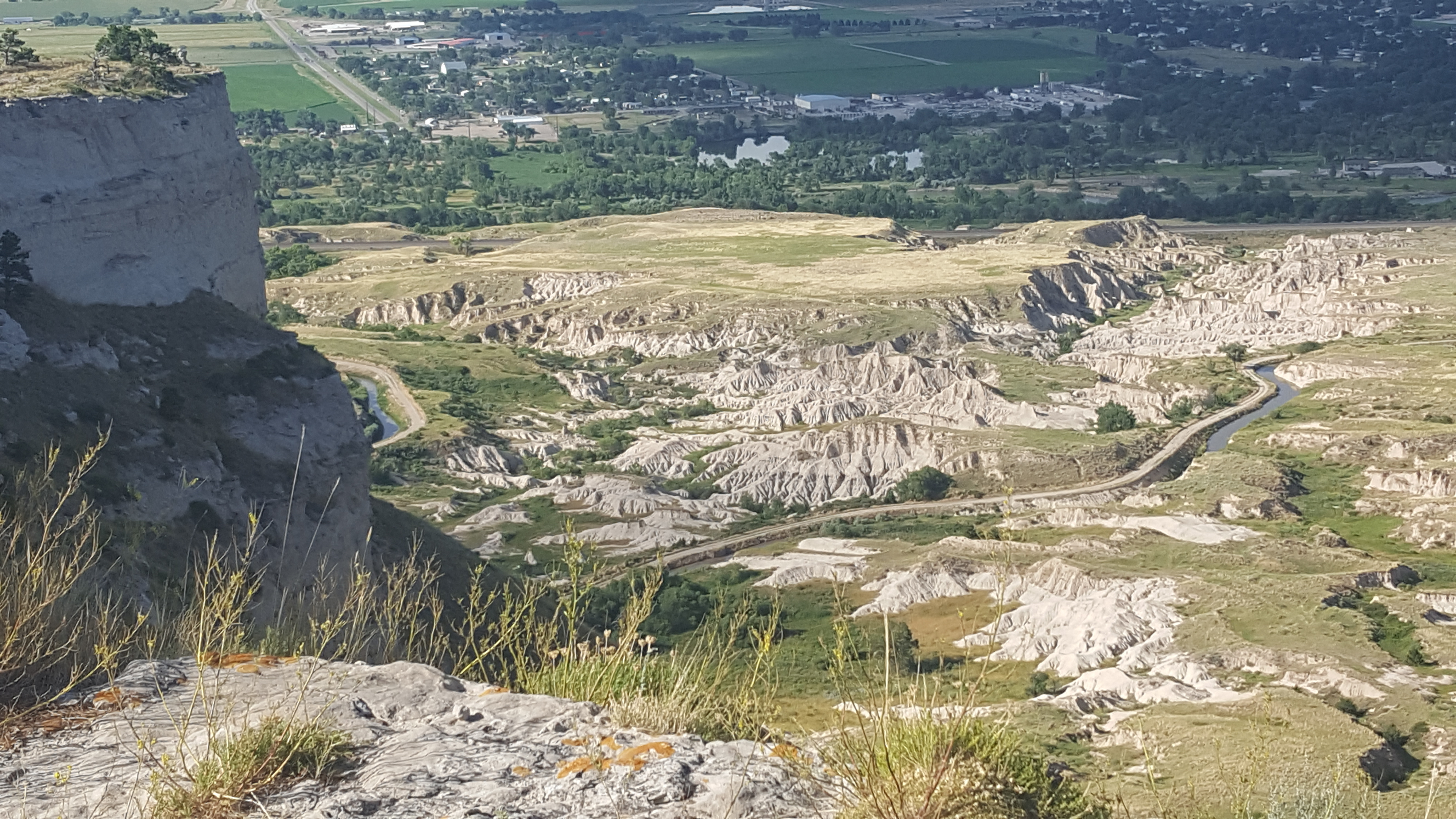
Tierras Baldías rodeando Scotts Bluff

El valle del Río Platte Norte discurre entre las explanadas de Nebraska y Wyoming creando un sendero natural de praderas de unos 10 000 años de antigüedad. Los indios nativos americanos utilizaban este sendero para asentarse al lado del río dónde los bisontes paraban a beber y así podían conseguir comida, vestimenta o refugio. A lo largo de este camino se alza un risco de unos 200 metros de altitud. Esta altura imponente sumado a las tierras baldías que recorren el territorio hicieron que los indios llamaran a este lugar Me -a - pa - te, que se puede traducir como colina que es difícil rodear.
Hacía 1800 diversos cazadores habitaban esta zona. Se trataba de bandas de tramperos que exploraban esta zona en busca de oro o de pieles de animales. Los primeros visitantes blancos fueron siete empleados de una compañía de pieles que regresaban del este al pacífico. Llegaron a Me -a - pa - te el día de Navidad del año 1812. Una década después fue un lugar habitual de paso de comerciantes de pieles o caravanas de viajeros que se encaminaban a las Montañas rocosas. Si hacemos caso a la leyenda, el empleado de la compañía Rocky Mountain Fur Company, Hiram Scott, murió cerca de Me -a - pa - te en el año 1828 y por eso el lugar recibió el nombre de Scotts Bluff.
Scotts Bluff pasó a ser un territorio de los Estados Unidos a partir de la Compra de Louisiana a Francia en 1803. El tratado de compra aportaba a Estados Unidos 800 000 millas cuadradas, incluido Scotts Bluff.
Además de aportar pieles, la zona era importante como lugar de paso hacia el oeste. Por Scotts Bluff pasaba la senda de Oregón de una longitud de 3490 kilómetros que marchaba hacía el Pacífico. El escabroso paisaje que rodeaba Scotts Bluff intimidó a los caravaneros que recorrían la zona y por lo tanto la ruta primitiva circulaba al sur de Scotts Bluff. A partir de 1850 debido a la fiebre del oro en California el número de emigrantes que pasaban por la zona aumentó considerablemente y se mejoró la circulación por el territorio a partir del paso Mitchell, al sur de Scotts Bluff. Esta mejora acortó el trayecto en unas ocho millas, es decir un día de marcha.
A principios de 1860 la senda de Oregón era utilizada no solo por emigrantes sino también por expediciones militares, transporte y correo. Un caso particular es el denominado Pony Express. Durante su breve existencia de 1860-1861, los jinetes del Pony Express seguían la Ruta de California por el paso Mitchell en Scotts Bluff. Para proteger a los viajeros de los indios se creó el fuerte Mitchell en 1864 que estaba a 4 km de Scotts Bluff. Este fuerte era um puesto de avanzada del fuerte Laramie.
En 1867 el ejército abandonó el fuerte Mitchell, la circulación de emigrantes se debilitó y el telégrafo que transmitía de costa a costa empezó a substituyó a las antiguas rutas postales. En 1869 la Union Pacific y Central Pacific hicieron ferrocarriles que unieron ambas costas de los Estados Unidos. La senda de Oregón entró en desuso como ruta de paso. En las siguientes décadas las emigrantes ya no iban en caravanas sino que utilizaban el ferrocarril.
La zona fue declarada monumento nacional el 12 de diciembre de 1919.

## Punto de referencia para las migraciones

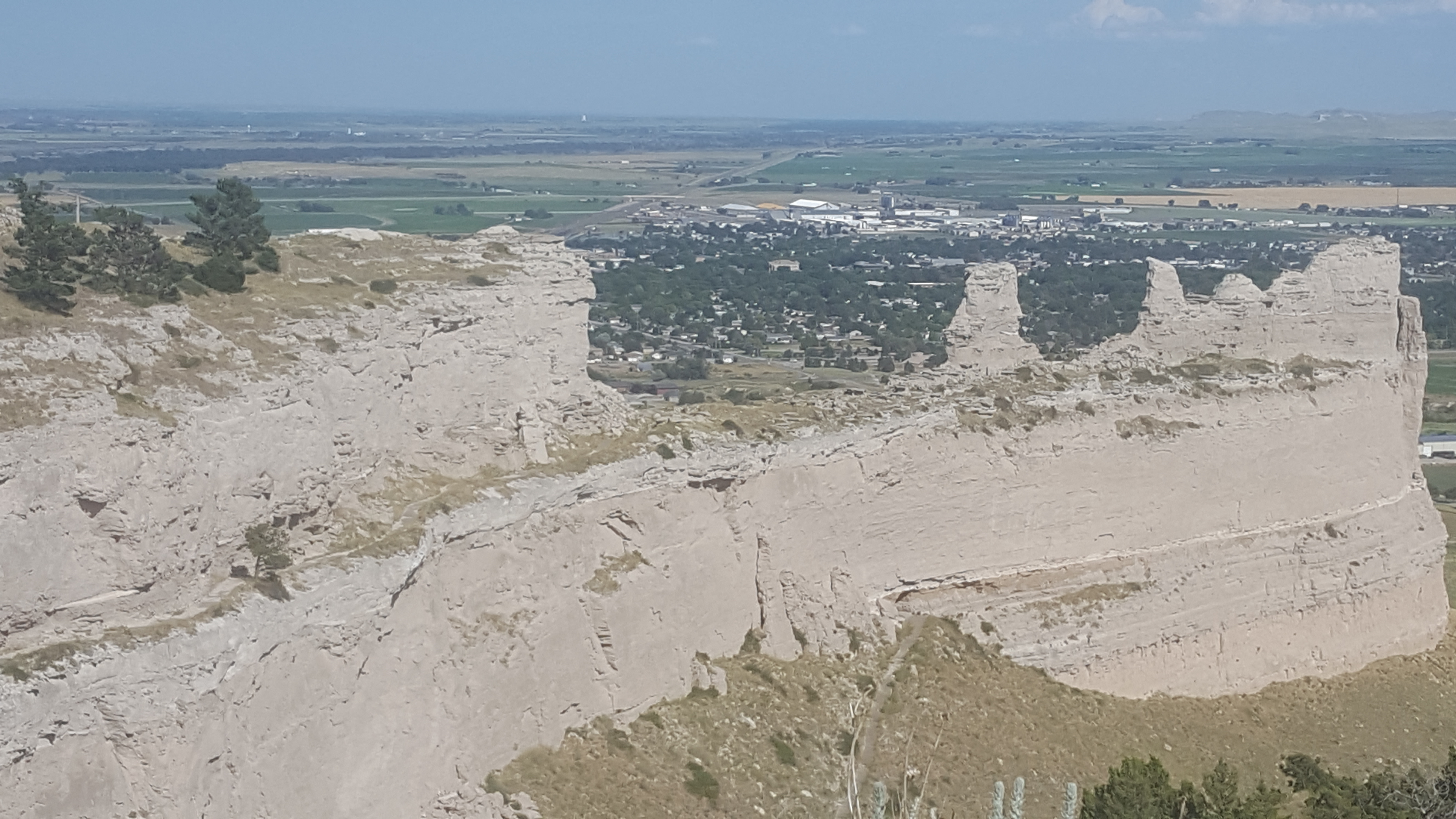
Saddle Rock. Monumento nacional de Scotts Bluff

El desarrollo de Scotts Bluff está relacionada con las migraciones de los pioneros que iban hacia el oeste para conseguir una mayor prosperidad, calidad de vida o libertad religiosa. Desde 1841 a 1869, unas 350 000 personas en caravanas se trasladaron desde la zona del río Misuri hasta California bien por la ruta de California o la senda de Oregón.
De todas las rutas parece ser que en opinión de los contemporáneos, la senda de Oregón, era el camino más fácil y rápido. De todos modos, los viajeros tenían que hacer frente al mal clima, las inundaciones, enfermedades, estampidas de búfalos, arenas movedizas y más raramente ataques de los indios.
Una vez que los emigrantes cruzaban el río Platter se adivinaba el paisaje del oeste. Scotts Bluff era uno de los hitos que marcaban este camino por el oeste. Los viajeros se referían a este sitio como "Nebraska Gibraltar" o el  "Mausoleo que el más poderoso de la tierra querría desear". Un viajero señaló que "Podría morir allí, tan cerca del Paraíso". No obstante, pocos viajeros se paraban y pasaban tiempo en Scotts Bluff, debido a que las caravanas se apresuraban para que el invierno no les llegara de improviso.

## Geología

Eagle Rock es el mejor sitio para comprobar la historia geológica de Scotts Bluff.

Es un remanente de las antiguas Altas Llanuras, que eran mucho más altas que las actuales Grandes Llanuras. Para ver su historia geológica se suele analizar la denominada roca del águila ( Eagle rock). El análisis de Eagle rock ha determinado que los estratos de Scotts Bluff fueron creados por acción del viento, agua y erupciones volcánicas que depositaron los diferentes materiales. Gracias a estos estratos podemos reconstruir la historia de Scotts Bluff hasta los diez millones de antigüedad, tiempo en el que las antiguas llanuras fueron creadas.
Los científicos también han estudiado la causa de la desaparición de las antiguas llanuras. Hace cuatro o cinco millones de años, el territorio empezó a erosionarse más rápido que la sedimentación de nuevos materiales. Algunas rocas calizas resistieron a la erosión y protegieron a los estratos que estaban debajo de ellas. Estas rocas actuaron como rocas barrera o cobertura que protegieron a los estratos inferiores e impidieron que Scotts Bluff sufriera la misma suerte que las tierras baldías que están adyacentes al Monumento. De este modo, Scotts Bluff, no solo ha sobrevivido al pasado histórico sino al pasado geológico.
Por lo tanto el primer nivel de Scotts Bluff consistiría en niveles de roca caliza que actuaron como rocas protectoras de los estratos inferiores y se crearon hace 22 millones de años. El segundo estrato serían rocas areniscas, seguido de un estrato de cenizas volcánicas. El cuarto y último es un estrato de limolita que se formaría hace 31 millones de años.

## Flora y fauna

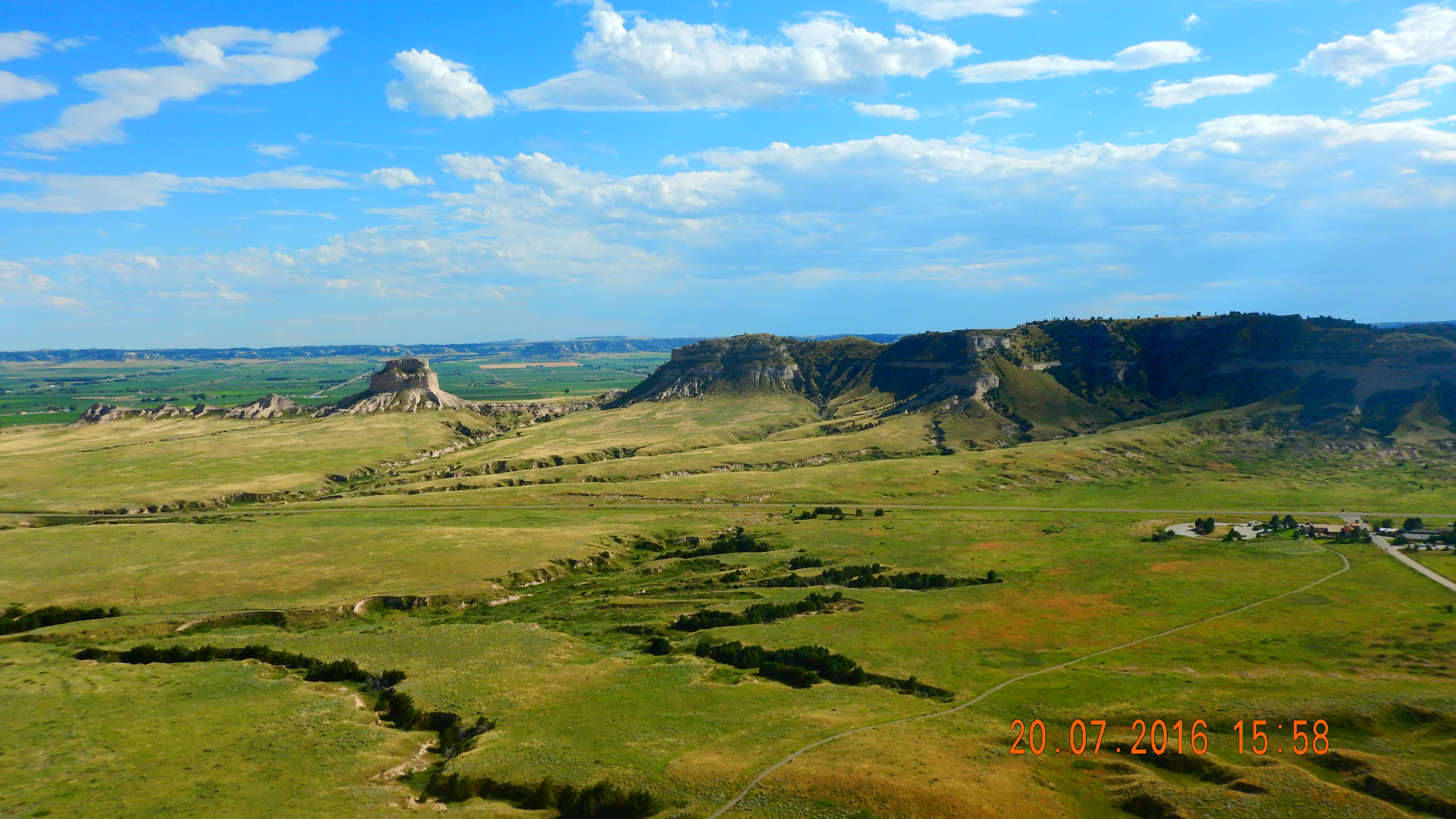
Praderas rodeando Scotts Bluff

La zona fue explorada por Stephen H. Long, que viajó y describió, a principios del siglo XIX, las tierras desde Nebraska a Oklahoma pasando por el Gran desierto americano. Esta zona está al este de las Montañas rocosas, los vientos son fuertes y traen un poco de lluvia. Las temperaturas suelen ser de 37.º en verano y - 5.º en invierno. Estas temperaturas nos pueden parecer extremos pero van a contribuir a crear una flora y fauna determinada.
Podemos señalar que la vegetación de Scotts Bluff está formada por praderas con hierbas medianas. Los emigrantes que pasaron por la zona en la década de 1880 señalan que las hierbas empezaban a crecer en primavera. Estas matizaciones eran un importante indicador debido a que la hierba se utilizaba como pasto para el ganado y una salida tardía de la zona, podía provocar que los emigrantes tuviesen que hacer frente a un duro invierno en las montañas.
Los colonos pronto aprendieron los beneficios de las praderas. Las praderas estaban formadas por la especie Chondrosum gracile e Hierochloe odorata, más conocida como la " La hierba del búfalo". Estas plantas tienen unas raíces profundas que crean una hierba fuerte y gruesa. Estas praderas eran el único material autóctono que los colonos podían utilizar para construir sus casas. Son las denominadas " Sod houses or soddies". Cada verano estas casas estaban rodeadas por extensiones de flores silvestres normalmente del género Erysimum.
También son comunes las plantas de pradera que forman aglomeraciones, como puede ser la Andropogon gerardii o la especie Elymus smithii. El Pinus ponderosa, pino ponderosa, pino ponderoso o pino real americano o el enebro Juniperus scopulorum con sus bayas azules oscuras, crecen en la pendiente norte de Scotts Bluff.
Debido a las condiciones climáticas de la zona, casi todas las plantas son utilizadas como comida o refugio de los diferentes animales que viven en la zona, pájaros como la urraca (Pica pica) o el halcón hacen sus nidos y buscan refugio en los árboles. También hacen en verano sus nidos golondrinas como es el caso del Petrochelidon que se conoce como "golondrina de nidos en los acantilados". Conejos, ratones, Geomyidae y perritos de las praderas (Cynomys) viven parcialmente debajo del suelo para escaparse de depredadores como zorros, tejones (Taxidea taxus), coyotes y serpientes. Es común que veamos animales como el ciervo mulo o la serpiente de cascabel.
También era común que habitasen la zona el venado de cola blanca, el ciervo canadiense, el bisonte, el borrego cimarrón, la antilocapra americana y el oso grizzly (Ursus arctos horribilis). Estos animales desaparecieron cuando los colonos se instalaron en esta zona y empezaron hacer granjas. Hoy en día podemos ver a estos animales en espacios protegidos o reservas.

## Museo del sendero de Oregón y centro de visitantes

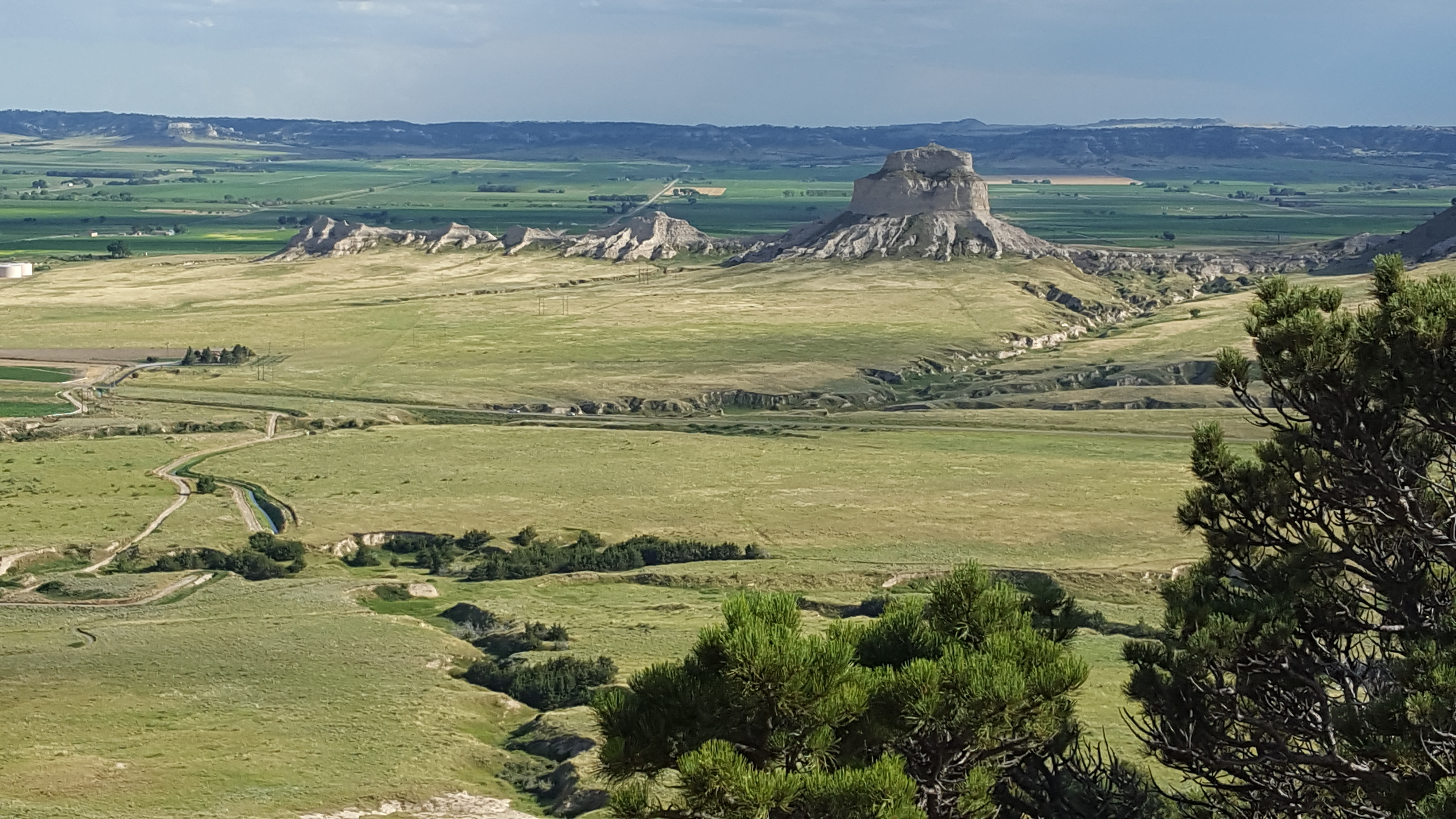
Monumento nacional de Scotts Bluff. Vista desde el sendero de Saddle Rock

La localidad más cercana al Monumento nacional es Gering (Nebraska). Al centro se accede por la autopista Interestatal 80, tomando la salida de Kimball (Nebraska) y circulando 45 kilómetros por la NE 71 (Carretera de Nebraska 71). Desde Gering hay que seguir las señales indicadoras hacía el parque.
El centro de visitantes tiene exhibiciones, materiales audiovisuales y una tienda de libros. Hay varios senderos para realizar en Scotts Bluff. Destaca el sendero de Saddle Rock que tiene una distancia de unos 2,5 kilómetros.